# Dohrniphora yasuniensis
Dohrniphora yasuniensis är en tvåvingeart som beskrevs av Brown och Giar-Ann Kung 2007. Dohrniphora yasuniensis ingår i släktet Dohrniphora och familjen puckelflugor.
Artens utbredningsområde är Ecuador. Inga underarter finns listade i Catalogue of Life.